# شهرستان سری (کارولینای شمالی)
شهرستان سری، کارولینای شمالی (به انگلیسی: Surry County, North Carolina) شهرستانی در ایالات متحده آمریکا است که در کارولینای شمالی واقع شده‌است.

## خصوصیات
شهرستان سری ۱٬۳۸۸٫۲۴ کیلومترمربع مساحت دارد.